# Reduzierter Ring
Ein reduzierter Ring ist ein Ring, der außer dem Nullelement keine weiteren nilpotenten Elemente enthält. (Nilpotente Elemente ergeben entsprechend potenziert null.) Reduzierte Ringe spielen eine Rolle in der kommutativen Algebra und der algebraischen Geometrie, das sind Teilgebiete der Mathematik. Ein reduziertes Schema ist ein Schema, dessen Halme reduziert sind.
Dieser Artikel beschäftigt sich mit kommutativer Algebra. Insbesondere sind alle betrachteten Ringe kommutativ und haben ein Einselement. Ringhomomorphismen bilden Einselemente auf Einselemente ab. Für weitere Details siehe Kommutative Algebra.

## Definitionen

### Reduzierter Ring
Ist {\displaystyle R} ein Ring, so ist {\displaystyle R} ein reduzierter Ring, falls für alle {\displaystyle r\in R}
{\displaystyle r^{n}=0\Leftrightarrow r=0}
Das ist äquivalent zu:
- Das Nilradikal des Ringes ist das Nullideal:

{\displaystyle {\sqrt {(0)}}=(0)}
- Für alle {\displaystyle r\in R} gilt:

{\displaystyle r^{2}=0\Leftrightarrow r=0}

### Reduziertes Ideal
Ein Ideal {\displaystyle I} eines Ringes {\displaystyle R} ist ein reduziertes Ideal, wenn gilt:
{\displaystyle {\sqrt {I}}=I}

### Reduziertes Schema
Ein Schema {\displaystyle (X,{\mathcal {O}}_{X})} ist reduziert, wenn für jede offene Menge {\displaystyle U\subset X} der Ring {\displaystyle {\mathcal {O}}_{X}(U)} keine nilpotenten Elemente enthält. Das ist äquivalent dazu, dass für alle {\displaystyle x\in X} die lokalen Ringe (Halme):
{\displaystyle {\mathcal {R}}_{x}=\operatorname {lim} _{V\ni x}{\mathcal {F}}(V)}
reduziert sind.

## Eigenschaften
- Ist {\displaystyle R} noethersch, so gilt:

{\displaystyle R} ist reduziert ist äquivalent dazu, dass in der Primärzerlegung seines Nullideals nur Primideale als Primärkomponenten auftreten (die minimalen Primideale).
- Reduziertheit ist eine lokale Eigenschaft:

Ein Ring {\displaystyle R} ist genau dann reduziert, wenn {\displaystyle R_{m}} für alle maximalen Ideale reduziert ist.

## Beispiele
- {\displaystyle \mathbb {Z} } und alle Polynomringe über Körpern sind reduziert.
- Der Ring {\displaystyle R/{\sqrt {(0)}}} ist reduziert.
- Jeder nullteilerfreie Ring ist reduziert.
- {\displaystyle \mathbb {Z} /4\mathbb {Z} } enthält das nilpotente Element {\displaystyle 2}, ist also nicht reduziert.
- {\displaystyle \mathbb {Z} /6\mathbb {Z} } ist reduziert.
- Der Ring {\displaystyle K[X]/(X^{2})} ist nicht reduziert, er enthält das nilpotente Element {\displaystyle X}.
- Ein Schema ist genau dann integer, wenn es irreduzibel und reduziert ist.